# Várzea (Paraíba)
Pour les articles homonymes, voir Várzea.
Várzea est une ville brésilienne du centre de l'État de la Paraíba.
Sa population était estimée à 2 457 habitants en 2007. La municipalité s'étend sur 190 km2.